# Edward Victor Appleton
Edward Victor Appleton (ur. 6 września 1892 w Bradford, zm. 21 kwietnia 1965 w Edynburgu) – angielski fizyk, laureat Nagrody Nobla w 1947 za odkrycie i badania jonosfery. Jego prace przyczyniły się do opracowania radaru.

## Życiorys
Appleton od najmłodszych lat był utalentowanym uczniem, interesował się przy tym przede wszystkim naukami ścisłymi. Studia w St John’s College na Uniwersytecie w Cambridge  rozpoczął w roku 1911. Tu również wyróżniał się swoją wiedzą i zaangażowaniem, za co został nagrodzony stypendium naukowym. Studia ukończył w 1914 z wyróżnieniem.
W czasie I wojny światowej Appleton wstąpił do wojska jako ochotnik i służył w jednostce łączności. W czasie służby po raz pierwszy zetknął się z lampami elektronowymi, co zainspirowało go do badań podjętych po wojnie. Po powrocie do Wielkiej Brytanii rozpoczął pracę w Laboratorium Cavendisha w 1920, gdzie prowadził badania nad zastosowaniem lamp elektronowych w obwodach elektrycznych oraz badania zakłóceń w rozchodzeniu się fal elektromagnetycznych w atmosferze. W latach 1924–1936 był profesorem fizyki na Uniwersytecie Londyńskim, a od 1936 do 1939 profesorem filozofii w Cambridge. Od 1939 do 1949 pracował w departamencie ds. badań przemysłowych i naukowych. W 1941 otrzymał tytuł szlachecki.

## Badania naukowe
W roku 1924 wraz z nowo przybyłym z Nowej Zelandii studentem Barnettem rozpoczął badania propagacji fal radiowych dochodzących z nowo powstałej radiostacji. Swój eksperyment badacze przeprowadzili 11 grudnia 1924.
Już na długo przed rozpoczęciem eksperymentów Appletona podejrzewano istnienie warstwy w górnej atmosferze, która miała właściwości pozwalające jej na odbijanie fal radiowych – taką teorię w 1902 niezależnie od siebie opublikowali Oliver Heaviside i A. E. Kelly.
W trakcie swoich eksperymentów Appleton zaobserwował, że sygnał radiowy na częstotliwości fal średnich odbierany w odległości około 160 km od nadajnika różni się w zależności od pory dnia. Appleton wysunął hipotezę, iż spowodowane to było faktem, że w rzeczywistości odbierano dwa sygnały radiowe – jeden poruszający się po powierzchni Ziemi, a drugi odbity od jakiejś warstwy w górnej atmosferze, co powodowało interferencję sygnałów przy ich odbiorze i wprowadzało do nich zakłócenia.
Aby sprawdzić swoją teorię, Appleton użył nadajnika BBC znajdującego się w Bournemouth, który transmitował sygnał radiowy w kierunku górnych warstw atmosfery. Appleton odebrał sygnał niedaleko Cambridge, udowadniając, że był on rzeczywiście odbijany, a modulując w odpowiedni sposób częstotliwością nadawanego sygnału zdołał on także obliczyć czas potrzebny na propagację fal radiowych przez atmosferę ustalając w ten sposób, że „warstwa Appletona” (jonosfera) znajduje się około 60 mil (96 km) nad powierzchnią Ziemi.